# CODASYL
CODASYL (Conference on Data Systems Languages) entstand in den USA am 28. und 29. Mai 1959 aus einem Treffen von Computerbesitzern bei Regierung, Militär und Privatwirtschaft sowie Computerherstellern und anderen Interessierten mit dem Zweck, über die Entwicklung einer gemeinsamen Programmiersprache zu beraten, die in kompatibler Weise auf Computern der verschiedenen Hersteller funktionieren sollte. 
Das erste Produkt von CODASYL ist die Programmiersprache COBOL, ein weiteres die Entwicklung von standardisierten Verfahren zur Definition der Struktur (Data Definition Language) und Bearbeitung (Data Manipulation Language) von Netzwerk-Datenbanksystemen, die in dieser Form als CODASYL-Datenbanken bekannt sind, durch die Data Base Task Group (DBTG).
Einige Ausschüsse von CODASYL arbeiten noch, aber CODASYL als solches existiert heute nicht mehr; 1998 wurde es offiziell eingestellt. Die archivierten Dokumente wurden dem Charles Babbage Institut für Computergeschichte an der University of Minnesota, USA, übergeben. 